# 普吉愛玉冰

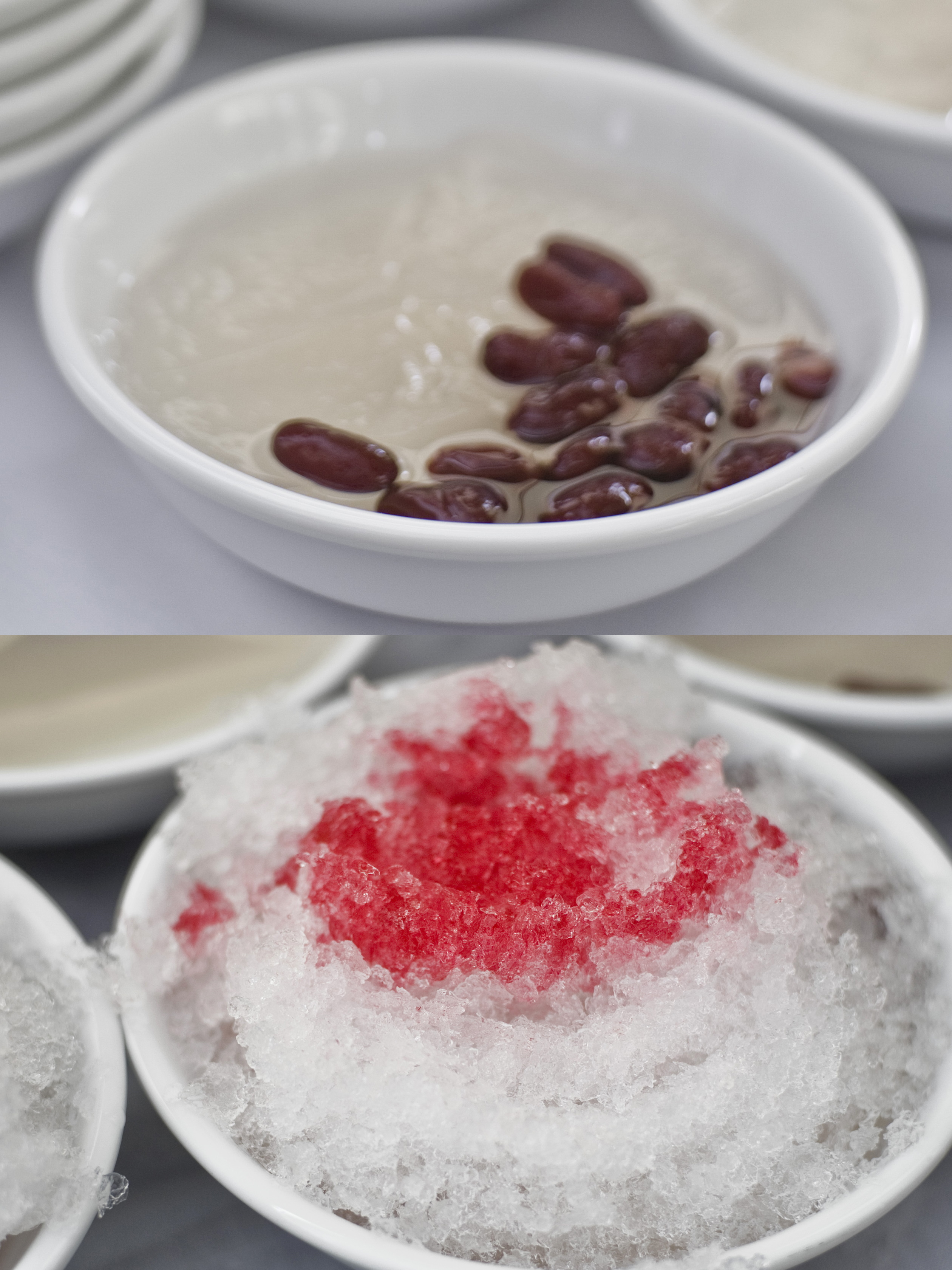
普吉愛玉冰 ，上圖為搭配愛玉凍和腰豆，下圖為搭配刨冰和糖漿。

普吉愛玉冰（o-aew）（皇家轉寫：o-eo；發音：[ôːʔěːw], 源自閩南語：薁蕘；白話字：ò-giô）是一種刨冰甜點，被譽為泰國普吉島的當地特色。它由閩南華人移民引進，以其主要成分而聞名，即由薁蕘籽製成的果凍（即愛玉子）。如今，這種成分在台灣最常見，被稱為愛玉凍。

## 歷史
普吉愛玉冰起源於閩南甜點愛玉冰，由19世紀中葉至20世紀初期錫礦業繁榮時期在普吉島定居的閩南移民引進。雖然類似的甜品也常見於台灣和新加坡等閩南華人重要聚居地，但在普吉愛玉冰受到的影響多來自鄰近的檳城地區。普吉島老城區的幾家知名攤販已經世代相傳地販賣著愛玉冰，儼然形成家族企業。
這道甜點的主要成分是由薁蕘籽製成的果凍。種子被浸泡並擠壓以取出膠狀物，然後與粉蕉提取的果汁混合。亦會添加硫酸鈣幫助愛玉凍快速凝固。常搭配碎冰和糖漿，其他常見的配料包括紅腰豆和仙草凍等。點餐時，常以白、紅和黑等顏色作為配料的代號：白色代表愛玉凍，紅色代表紅腰豆，黑色代表仙草凍。例如，白色-紅色表示點一份愛玉凍配紅腰豆。  

## 腳註
1. ↑  亦寫做，, , etc.